# Francesca Gardiner
Francesca Gardiner, née en novembre 1983, est une scénariste de télévision britannique.
Elle s'est surtout faite connaître pour avoir été choisie en tant que scénariste principale de la prochaine adaptation de Harry Potter pour HBO. Elle a également été scénariste pour la série His Dark Materials : À la croisée des mondes, The Rook (en) et Le Maître du Haut Château, ainsi que productrice consultante sur Succession et coproductrice exécutive sur Killing Eve.

## Biographie
Francesca Gardiner est née en novembre 1983. Elle est la fille du chef d'orchestre britannique John Eliot Gardiner et de la violoniste Elizabeth Wilcock. Elle a deux sœurs plus jeunes, Josephine qui est écrivaine, et Bryony qui est enseignante.
Elle a grandi dans la ferme familiale de 650 acres (263 hectares), dans la campagne du Dorset. Elle a fréquenté la Bryanston School, ainsi que la National Film and Television School.